# Azaila
Azaila este o localitate în comarca Bajo Martín, în provincia Teruel și comunitatea Aragon. Are o populatie de 148 de locuitori. (2011).
În Azaila este situl arheologic numit Cabezo de Alcalà, cu materiali din epoca fierului si din perioada republicii romane.

## Reference
1. ↑  Nomenclátor Geográfico de Municipios y Entidades de Población (20240402 edition)
2. ↑   https://datos.gob.es/es/catalogo/a02002834-nomenclator-ano-20147 Lipsește sau este vid: |title= (ajutor)
3. ↑  „INEbase / Demografía y población / Cifras de población y Censos demográficos”. Arhivat din original la 26 mai 2015. Accesat în 22 februarie 2012.